# HEADSpAcE
HEADSpAcE é um acrônimo para Translational Studies of Head and Neck Cancer in South America and Europe (Estudo Translacional de Câncer de Cabeça e Pescoço: em português do Brasil) . O estudo é um consórcio internacional coordenado pela Agência Internacional de Pesquisa em Câncer (IARC: em inglês), envolvendo inicialmente quinze instituições parceiras, e atualmente,18 instituições.
O projeto HEADSpAcE foi financiado pela linha de fomento Horizon 2020 Framework da União Europeia . O seu lançamento ocorreu em janeiro de 2019. No Brasil, o projeto conta com cinco instituições participantes, e recebe apoio da Fundação de Amparo à Pesquisa do Estado de São Paulo. 

### Instituições brasileiras participantes
- A.C.Camargo Cancer Center
- Hospital do Câncer de Barretos
- Instituto Nacional de Câncer
- Hospital Santa Rita de Cássia
- Associação de Combate ao Câncer em Goiás

## Head and Neck Cancer Epidemiology and Genomic Studies on Prognosis and Survival
A partir de 2025, o acrônimo do projeto foi atualizado para Head and Neck Cancer Epidemiology and Genomic Studies on Prognosis and Survival (Epidemiologia do câncer de cabeça e pescoço e estudos genômicos sobre prognóstico e sobrevivência: em português do Brasil). Os dados e materiais biológicos coletados no contexto do estudo HEADSpAcE serão disponibilizados através do HEADSpAcE Data Center.  

## Publicações científicas resultantes do estudo
- Leandro Luongo Matos et al., Latin American Consensus on the Treatment of Head and Neck Cancer. JCO Glob Oncol 10, e2300343(2024).
- Arboleda, Lady Paola Aristizabal et al. Squamous Cell Carcinoma of the Oral Cavity, Oropharynx, and Larynx: A Scoping Review of Treatment Guidelines Worldwide. Cancers 2023, 15, 4405. https://doi.org/10.3390/cancers15174405
- Creaney, Grant. et al. (Accepted/In press). Advanced stage head and neck cancer diagnosis: HEADSpAcE consortium health systems benchmarking survey. Head and Neck. 2025.[3]